# Mark Christiansen
Mark Thomas Christiansen (* 21. Oktober 1963 in Aalborg) ist ein ehemaliger dänischer Badmintonspieler.

## Karriere
Mark Christiansen wurde bei der Badminton-Weltmeisterschaft 1985 Dritter im Herrendoppel gemeinsam mit Michael Kjeldsen. Bei der Europameisterschaft ein Jahr später holten beide ebenfalls Bronze. Christiansen war des Weiteren unter anderem bei den Dutch Open, Chinese Taipei Open, Scottish Open und Norwegian International erfolgreich. 

## Sportliche Erfolge
| Saison    | Veranstaltung                                    | Disziplin    | Platz | Name                                                                 |
| --------- | ------------------------------------------------ | ------------ | ----- | -------------------------------------------------------------------- |
| 1975/1976 | Dänemark: Einzelmeisterschaften der Junioren U13 | Herrendoppel | 1     | Ulrik Jensen, Odense / Mark Christiansen, Sæby                       |
| 1975/1976 | Dänemark: Einzelmeisterschaften der Junioren U13 | Herreneinzel | 1     | Mark Christiansen, Sæby                                              |
| 1976/1977 | Dänemark: Einzelmeisterschaften der Junioren U15 | Herrendoppel | 1     | Mark Christiansen, Sæby / Ulrik Jensen, Odense                       |
| 1977/1978 | Dänemark: Einzelmeisterschaften der Junioren U15 | Herrendoppel | 1     | Mark Christiansen, Sæby / Ulrik Jensen, Odense                       |
| 1977/1978 | Dänemark: Einzelmeisterschaften der Junioren U15 | Herreneinzel | 1     | Mark Christiansen, Sæby                                              |
| 1977/1978 | Dänemark: Einzelmeisterschaften der Junioren U15 | Mixed        | 1     | Mark Christiansen, Sæby / Dorte Kjær, Greve                          |
| 1979/1980 | Dänemark: Einzelmeisterschaften der Junioren U17 | Mixed        | 1     | Mark Christiansen, Triton, Aalborg / Dorte Kjær, Greve               |
| 1979/1980 | Dänemark: Einzelmeisterschaften der Junioren U17 | Herrendoppel | 1     | Mark Christiansen, Triton, Aalborg / Ulr Jensen, Odense              |
| 1979/1980 | Dänemark: Einzelmeisterschaften der Junioren U17 | Herreneinzel | 1     | Mark Christiansen, Triton, Aalborg                                   |
| 1980      | Nordische Juniorenmeisterschaften                | Herrendoppel | 1     | Mark Christiansen / Michael Kjeldsen                                 |
| 1980      | Nordische Juniorenmeisterschaften                | Herreneinzel | 1     | Mark Christiansen                                                    |
| 1980/1981 | Dänemark: Einzelmeisterschaften der Junioren U19 | Mixed        | 1     | Mark Christiansen, Triton / Dorte Kjær, Greve                        |
| 1980/1981 | Dänemark: Einzelmeisterschaften der Junioren U19 | Herrendoppel | 1     | Michael Kjeldsen, Gentofte / Mark Christiansen, Triton               |
| 1981      | Junioren-Europameisterschaft                     | Mixed        | 2     | Mark Christiansen / Dorte Kjaer                                      |
| 1981      | Junioren-Europameisterschaft                     | Herrendoppel | 1     | Michael Kjeldsen / Mark Christiansen                                 |
| 1981      | Nordische Juniorenmeisterschaften                | Herrendoppel | 1     | Mark Christiansen / Michael Kjeldsen                                 |
| 1981      | Norwegian International                          | Mixed        | 1     | Mark Christiansen / Kirten Meier                                     |
| 1981/1982 | Dänemark: Einzelmeisterschaften der Junioren U19 | Mixed        | 1     | Mark Christiansen, Triton / Dorte Kjær, Greve                        |
| 1982      | Nordische Juniorenmeisterschaften                | Mixed        | 1     | Mark Christiansen / Dorte Kjaer                                      |
| 1982      | Norwegian International                          | Mixed        | 1     | Mark Christiansen / Jane Pedersen                                    |
| 1983/1984 | Dänemark: Einzelmeisterschaft der Amateure       | Mixed        | 1     | Mark Christiansen, Triton, Aalborg / Hanne Adsbøl, Lyngby BK         |
| 1983/1984 | Dänemark: Einzelmeisterschaft der Amateure       | Herrendoppel | 1     | Michael Kjeldsen, Gentofte BK / Mark Christiansen, Triton, Aalborg   |
| 1984      | Dutch Open                                       | Herrendoppel | 1     | Mark Christiansen / Michael Kjeldsen                                 |
| 1984/1985 | Dänemark: Einzelmeisterschaften                  | Herrendoppel | 1     | Michael Kjeldsen, Gentofte BK / Mark Christiansen, Triton, Aalborg   |
| 1984/1985 | Dänemark: Einzelmeisterschaft der Amateure       | Herrendoppel | 1     | Torben Carlsen / Mark Christiansen, Triton, Aalborg                  |
| 1985      | Weltmeisterschaft                                | Herrendoppel | 3     | Mark Christiansen / Michael Kjeldsen                                 |
| 1985      | Scottish Open                                    | Herrendoppel | 1     | Mark Christiansen / Michael Kjeldsen                                 |
| 1985      | All England                                      | Herrendoppel | 2     | Mark Christiansen / Michael Kjeldsen                                 |
| 1985/1986 | Dänemark: Einzelmeisterschaften                  | Herrendoppel | 1     | Michael Kjeldsen, Gentofte BK / Mark Christiansen, Triton, Aalborg   |
| 1986      | Europameisterschaft                              | Herrendoppel | 3     | Mark Christiansen / Michael Kjeldsen                                 |
| 1987      | Denmark Open                                     | Mixed        | 1     | Mark Christiansen / Maria Bengtsson                                  |
| 1987      | Dutch Open                                       | Herrendoppel | 1     | Mark Christiansen / Stefan Karlsson                                  |
| 1987      | Carlton-Intersport-Cup                           | Herrendoppel | 1     | Mark Christiansen / Stefan Karlsson                                  |
| 1987/1988 | Dänemark: Einzelmeisterschaften                  | Mixed        | 1     | Mark Christiansen / Marian Christiansen, Triton, Aalborg             |
| 1988/1989 | Dänemark: Einzelmeisterschaften                  | Herrendoppel | 1     | Michael Kjeldsen, Skovshoved IF / Mark Christiansen, Triton, Aalborg |
| 1990      | Chinese Taipei Open                              | Herrendoppel | 1     | Mark Christiansen / Michael Kjeldsen                                 |